# Мануел Гомес-Морено
Мануе́л Гóмес-Морéно Марти́нес (на испански: Manuel Gómez-Moreno Martínez) е испански археолог, историк на изкуството и лингвист.
През 1930-те години (по времето на гражданската война в Испания) дешифрира иберската писменост, благодарение на което настъпва значителен прогрес в изучаването на древната и античната история на Иберия до нейното римско завоюване.

## Съчинения
- De epigrafía ibérica: El plomo de Alcoy. en: Revista de Filología Española, Madrid, Tomo IX (1922), p. 342—366.
- Sobre los iberos y su lengua. en: Homenaje a Menéndez Pidal, III. Madrid 1925, p. 475—499
- La novela de España. Madrid 1928
- El arte románico español. Madrid 1934
- Las lenguas hispánicas. Discurso de recepción en la Academia española el 28 de junio. Contestación de Miguel Asín Palacios. 1942
- Misceláneas. Historia, Arte, Arqueología. Madrid 1946